# Mateja Bučar
Mateja Bučar, slovenska plesalka in koreografinja, * 1957, Novo mesto.
Leta 1974 je končala baletno šolo, nato pa je med letoma 1978 in 1979 študirala klasične in sodobne baletne tehnike na Centre de Danse International Rosella Hightower v francoskem Cannesu.
Po vrnitvi v Slovenijo se je leta 1980 zaposlila v SNG Opera in balet v Ljubljani. Leta 1986 se je pridružila tudi k Plesnemu Teatru Ljubljana. Leta 1999 je ustanovila DUM – Društvo umetnikov, kjer umetniško deluje še danes.
Leta 2005 je prejela Župančičevo nagrado za koreografsko delo.